# Napiwoda
Napiwoda (deutsch Napiwodda, seit 1890: Grünfließ) ist ein Dorf in der polnischen Woiwodschaft Ermland-Masuren. Es gehört zur Gmina Nidzica (Stadt- und Landgemeinde Neidenburg) im Powiat Nidzicki (Kreis Neidenburg).

## Geographische Lage
Napiwoda liegt in der südwestlichen Mitte der Woiwodschaft Ermland-Masuren, sieben Kilometer nordöstlich der Kreisstadt Nidzica (deutsch Neidenburg).

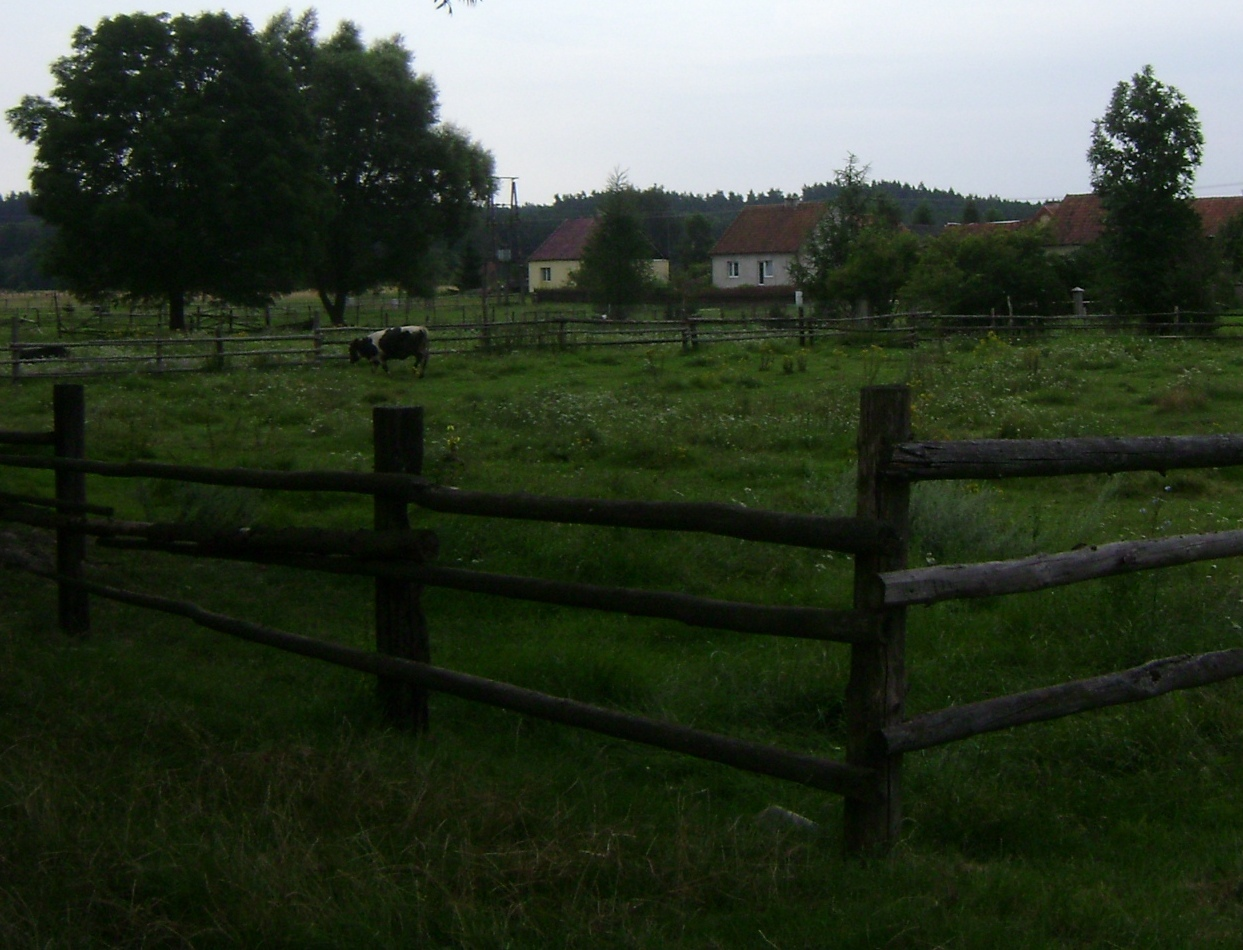
Ortsansicht von Napiwoda

## Geschichte

### Ortsgeschichte
Wann genau der einstige Ort Napiwodda gegründet worden ist, ist nicht bekannt. Wohl aber nimmt man an, dass er seit 1325 existiert, auch wenn seine erste Erwähnung erst 1437 erfolgt. Eine Handfeste des Hochmeisters des Deutschen Ordens, Herzog Friedrich von Sachsen, ist dann auf den 25. Juni 1506 datiert.
Am 28. Mai 1874 wurde Napiwodda Amtsdorf und damit namensgebend für einen Amtsbezirk, der bis 1945 bestand und zum ostpreußischen Kreis Neidenburg gehörte. Damals bestand Napiwodda aus der Landgemeinde Napiwodda und dem Gutsbezirk Napiwodda, Oberförsterei. Am 28. September 1890 wurde die Landgemeinde Napiwodda in „Grünfließ“ umbenannt, am 3. Dezember 1890 folgte der Gutsbezirk „Grünfließ, Forst“, und am gleichen Tage erhielt auch der Amtsbezirk die veränderte Bezeichnung „Amtsbezirk Grünfließ“.
Im Jahre 1910 hatte Grünfließ insgesamt 704 Einwohner, von denen 629 zur Gemeinde und 75 zum Gutsbezirk gehörten. Aufgrund der Bestimmungen des Versailler Vertrags stimmte die Bevölkerung in den Volksabstimmungen in Ost- und Westpreußen am 11. Juli 1920 über die weitere staatliche Zugehörigkeit zu Ostpreußen (und damit zu Deutschland) oder den Anschluss an Polen ab. In Grünfließ stimmten 487 Einwohner für den Verbleib bei Ostpreußen, auf Polen entfiel eine Stimme.
Am 30. September 1929 schlossen sich die Forstgutsbezirke Grünfließ, Kommuschin (polnisch Koniuszyn), Hartigswalde (Dłużek) und Kaltenborn (Zimna Woda) zum neuen „Gutsbezirk Hartigswalde, Anteil Kreis Neidenburg, Forst“ zusammen.
Die Einwohnerzahl des Jahres 1933 belief sich auf 788, und des Jahres 1939 auf 730.
In Kriegsfolge wurde 1945 das gesamte südliche Ostpreußen und mit ihm auch Grünfließ an Polen überstellt. Das Dorf erhielt die polnische Namensform „Napiwoda“ und ist heute als Sitz eines Schulzenamts (polnisch Sołectwo) eine Ortschaft im Verbund der Gmina Nidzica  (Stadt- und Landgemeinde Neidenburg) im Powiat Nidzicki (Kreis Neidenburg), bis 1998 der Woiwodschaft Olsztyn, seither der Woiwodschaft Ermland-Masuren zugehörig. Im Jahre 2011 zählte Napiwoda 823 Einwohner.

### Ortsname
Die Ortsbezeichnung Napiwodda ging auf die polnischen Zuwanderer zurück und bedeutete im Altpolnischen so viel wie „Trinkquelle“.

### Amtsbezirk Napiwodda/Grünfließ (1874–1945)
Der 1874 gebildete Amtsbezirk Napiwodda bestand lediglich aus zwei Objekten: aus der Landgemeinde Napiwodda und aus dem Gutsbezirk Napiwodda, Oberförsterei. Durch die Fusion der lokalen Forstgutsbezirke zum „Gutsbezirk Hartigswalde, Anteil Kreis Neidenburg, Forst“ bildeten beide – wenn auch der zweite mit verändertem Namen – bis 1945 den (1890 umbenannten) Amtsbezirk Grünfließ.

## Kirche

### Evangelisch
Bis 1945 war Grünfließ in die evangelische Pfarrkirche Neidenburg in der Kirchenprovinz Ostpreußen der Kirche der Altpreußischen Union eingegliedert. Heute gehört der Ort zur Heilig-Kreuz-Kirche Nidzica in der Diözese Masuren der Evangelisch-Augsburgischen Kirche in Polen.

### Römisch-katholisch

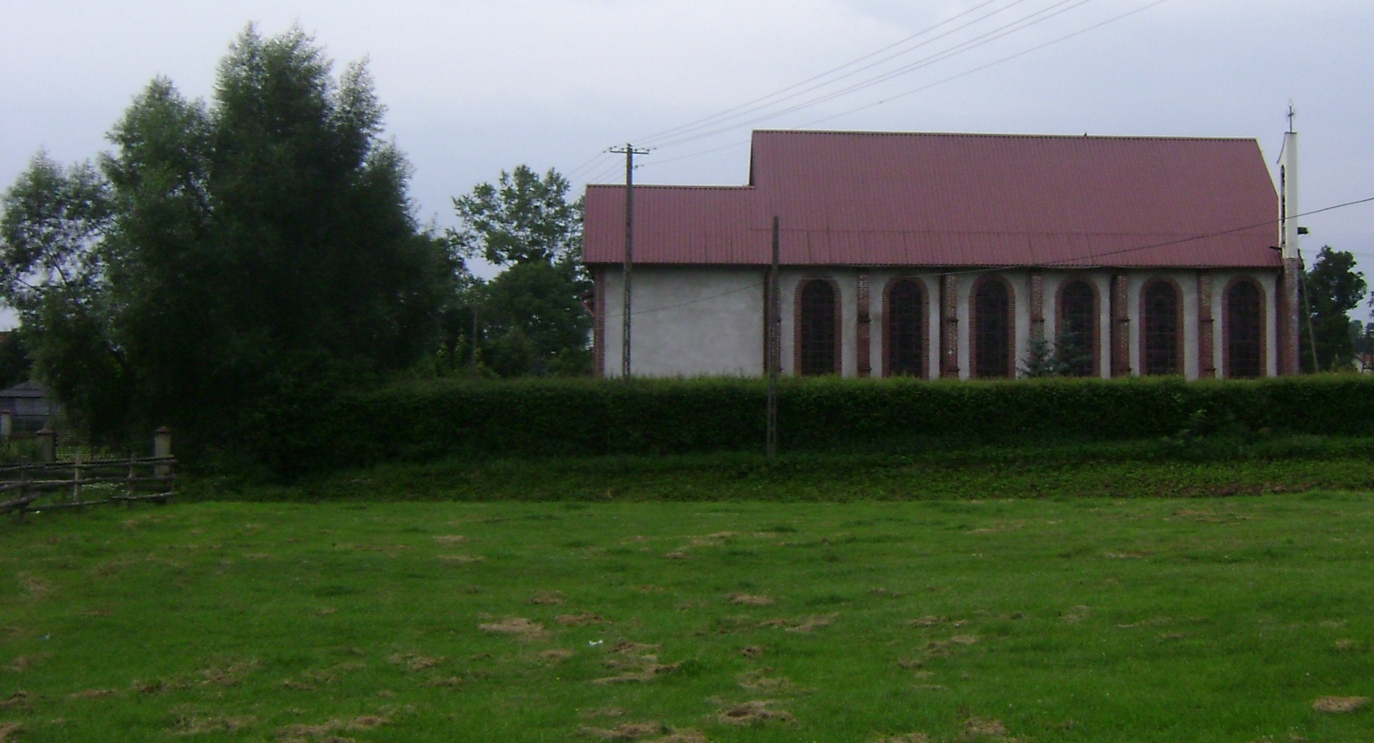
Die Kirche in Napiwoda

Vor dem Zweiten Weltkrieg gehörte Grünfließ zur römisch-katholischen Pfarrkirche Neidenburg im damaligen Bistum Ermland. 

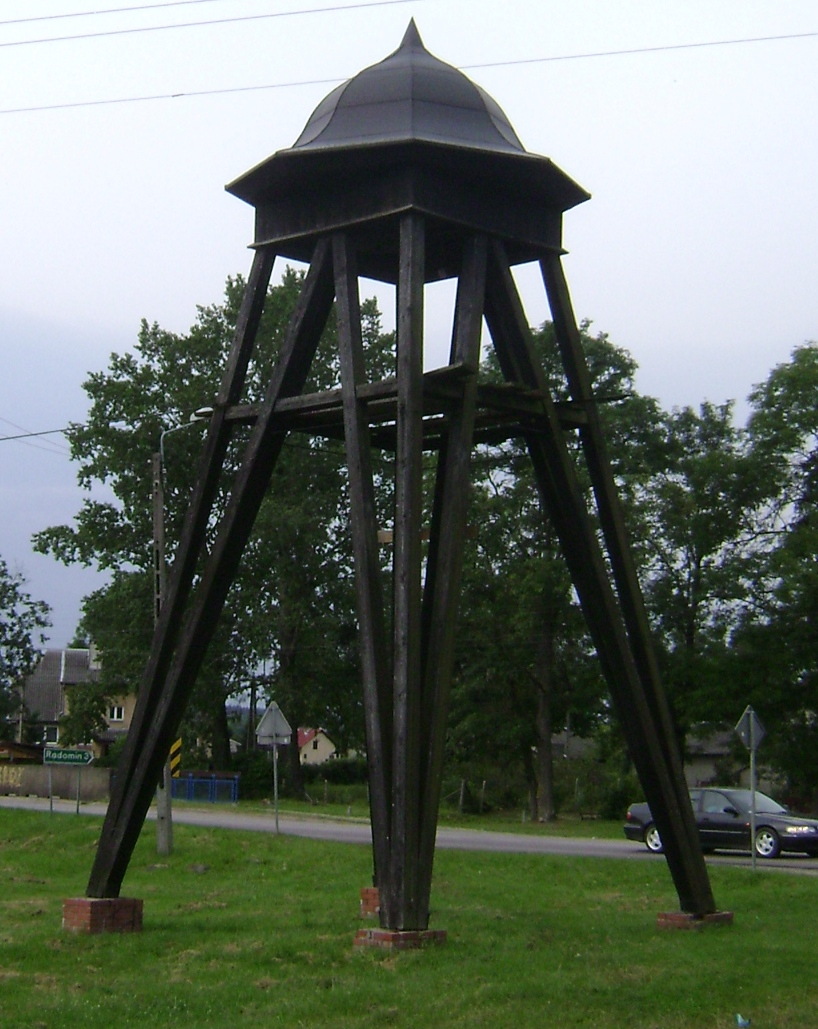
Der Glockenturm in typisch masurischer Bauform

Seit 1989 ist Napiwoda nun selber Sitz einer Pfarrei, die mit ihren beiden Filialgemeinden Grzegórzki (Gregersdorf) und Zimna Woda (Kaltenborn) dem Dekanat Nidzica im jetzigen Erzbistum Ermland zugeordnet ist. In Napiwoda wurde eine Kirche errichtet, die der Hl. Jungfrau Maria, der Königin von Polen gewidmet ist. Anstelle eines baufälligen alten erhielt sie 1998 einen neuen hölzernen Glockenturm in der für Masuren typischen Bauform. Ein Kirchenmitglied spendete eine neue Glocke, die am 4. Juni 1999 feierlich in Dienst genommen wurde. Ihr Gewicht beträgt 210 kg, sie wurde aus Bronze gegossen in der Eifeler Glockengießerei in Brockscheid in der Eifel.

## Schule
Eine Schule wurde in Napiwodda in den Jahren 1737 bis 1740 gegründet. 1935 war sie vierklassig, 1968 erhielt sie ein neues Schulgebäude, in dem achtklassig unterrichtet wurde. Nach einer Bildungsreform 2001 bestehen heute noch sechs Klassen. Seit dem 16. Oktober 2006 ist Papst Johannes Paul II. Namenspatron der Schule in Napiwoda.

## Verkehr

### Straße
Napiwoda liegt an der verkehrsreichen Woiwodschaftsstraße 545, die Jedwabno '(1938 bis 1945 Gedwangen) im Powiat Szczycieński (Kreis Ortelsburg) mit den Städten Nidzica (Neidenburg) und Działdowo (Soldau) verbindet. Nebenstraßen führen zu den Nachbarorten in nordwestlicher bzw. südöstlicher Richtung, außerdem Landwege zu kleineren Forstsiedlungen der Umgebung.

### Schiene
Am 1. Juli 1900 wurde Grünfließ Bahnstation an der Bahnstrecke Neidenburg–Willenberg–Ortelsburg. Als Linie 225 der Polnischen Staatsbahn (PKP) wurde sie bis Wielbark noch bis zum 30. September 1999 offiziell befahren. Zurzeit besteht kein Bahnverkehr mehr.

## Persönlichkeiten

### Aus dem Ort gebürtig
- Waldemar Mondry (* 1886), Komponist, Volksschullehrer bei Naumburg (Saale) in Sachsen-Anhalt. Sein 50. Opus war ein Marsch, den er dem Feldmarschall und Reichspräsidenten Paul von Hindenburg widmete.[3]
- Gustav Gunia (1905–1941), Jurist und Verwaltungsbeamter (NSDAP)
- Marek Tomaszycki (* 28. Januar 1958), polnischer Generalleutnant und Befehlshaber des Führungskommandos der polnischen Streitkräfte